# Kasseler oven

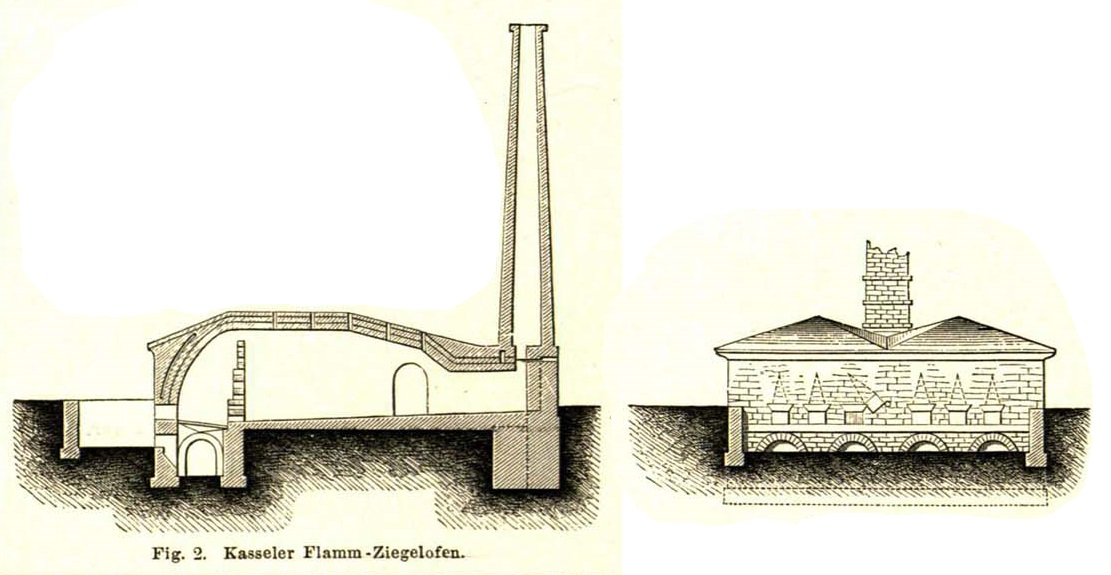
Kasseler oven

De Kasseler oven of Kasseler vlamoven is een grote oven uit de keramische industrie, die vooral in de 19e eeuw populair was. De Kasseler oven werd in 1827 in het Duitse Kassel uitgevonden en was de eerste permanente oven voor grofkeramische producten waarbij de stookruimte van de te bakken producten was afgescheiden. De oven wordt in oude publicaties meestal Casseler oven genoemd omdat Kassel tot 1926 als Cassel werd geschreven. De oven werd gebruikt voor de grootschalige productie van baksteen, dakpannen, gresbuizen en potten.

## Geschiedenis
Georg Christian Carl Henschel en diens oudste zoon Johann Werner Henschel richtten in 1810 in Kassel  metaalgieterij Henschel & Sohn op. Johann Werner richtte in 1822 Ziegel- und Braunkohlenwerk Möncheberg op, later werd de naam veranderd in AG Möncheberger Gewerkschaft. Zijn jongere broer Carl Anton Henschel vond hier in 1827 de "Kasseler Flammofen" uit. Tot dat moment werden grofkeramische producten gebakken in periodieke veldovens, die na elke stoking opnieuw moesten worden opgebouwd, of permanente klamp- en paapovens,  die echter een veel onregelmatiger bakresultaat gaven omdat de baksels net als bij veldovens rechtstreeks in contact stonden met het stookvuur.

## Beschrijving
De Kasseler oven was de eerste oven waarbij de stookruimte door een brandmuur met opening aan de bovenkant was afgeschermd van de te bakken keramische producten. Door de trek van de fabrieksschoorsteen aan de andere kant van de oven trokken de hete rookgassen vanuit de stookruimte door de oven naar de schoorsteen. Dit systeem van de neerwaartse rookafvoer ofwel "neerslaande vlam" was een enorme efficiëntieverbetering ten opzichte van de oude open en gesloten ovens. Het loste namelijk het probleem van de ongelijkmatige warmtespreiding grotendeels op, waardoor het merendeel van de stenen van dezelfde kwaliteit was. 
De Kasseler oven was gemiddeld 12 meter lang, 3 meter breed en 2 meter hoog. Ze was opgebouwd uit vuurvaste stenen en werd gestookt met hout of steenkool. Nadat de oven was volgeladen met vormsels werd de ingang dichtgemetseld en het vuur aangestoken. De baktemperatuur was afhankelijk van het te bakken product; 850-900°C voor dakpannen en potten, 1000-1200°C voor bakstenen en 1200-1400°C voor gresbuizen. De oven was veel zuiniger in stookkosten dan eerdere oventypes, waardoor dit type oven zich snel over Europa verspreidde. De stookcyclus varieerde van enkele dagen tot een week, afhankelijk van de ovengrootte en de te bakken producten. Aan het einde van de 19e eeuw werd de Kasseler oven in grotere bedrijven vervangen door de ringoven, waarmee continuproductie mogelijk was. Voor het bakken van potten en en in mindere mate dakpannen bleef dit oventype nog geruime tijd in gebruik.